# تیم ملی فوتبال زیر ۱۶ سال انگلستان
تیم ملی فوتبال زیر ۱۶ سال انگلستان (انگلیسی: England national under-16 football team) همچنین به عنوان زیر ۱۶ سال انگلستان شناخته می‌شود، نماینده انگلیس در فوتبال در سطح سنی زیر ۱۶ سال است و توسط اتحادیه فوتبال، نهاد حاکم بر فوتبال در انگلیس، اداره می‌شود.

## ویکتوری شیلد
بین سال‌های ۱۹۲۵ تا ۲۰۱۴، تیم زیر ۱۶ سال انگلیس در مسابقات سالانه ویکتوری شیلد مقابل اسکاتلند، ولز و ایرلند شمالی شرکت می‌کرد. از زمان جنگ جهانی دوم، انگلستان سی و پنج بار قهرمان ویکتوری شیلد شد و هشت بار با اسکاتلند، دو بار با ولز و دو بار با هر دو اسکاتلند و ولز مشترکاً قهرمان شده بود. با این حال، در آوریل ۲۰۱۵، اتحادیه فوتبال انگلیس تصمیم گرفت تا از مسابقات به‌خاطر «آینده قابل پیش بینی» با هدف اعلام شده جایگزینی آن با مسابقات با مسابقه با کشورهای اروپایی و جهانی خارج شود.